# Gynoplistia kraussiana
Gynoplistia kraussiana là một loài ruồi trong họ Limoniidae. Chúng phân bố ở miền Australasia.